# Llista dels Caps de Govern d'Andorra

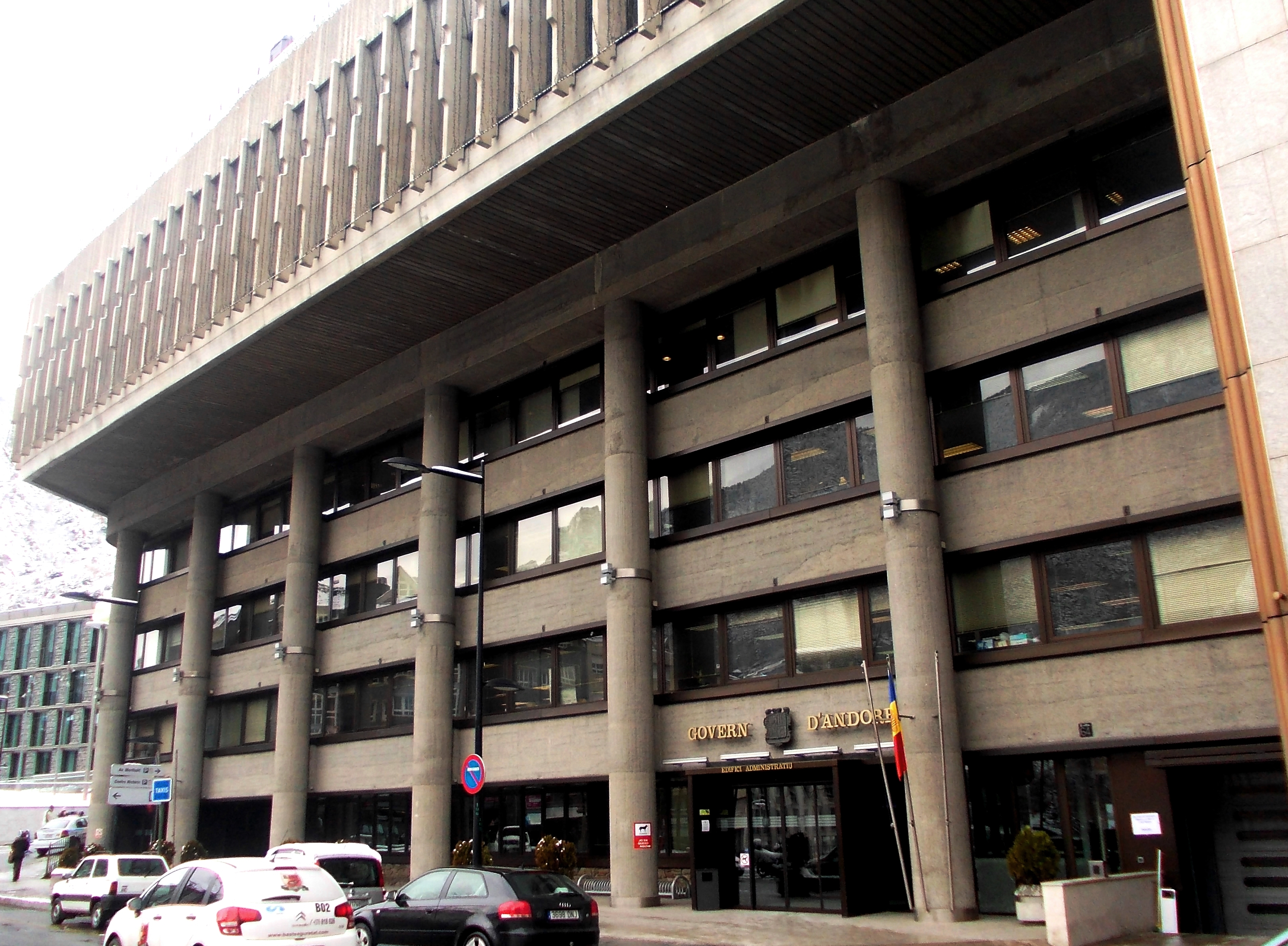
L'edifici administratiu del Govern d'Andorra, dit popularment Búnquer, és la seu del Govern d'Andorra i de les oficines del Cap de Govern.

El 8 de gener de 1982 es va nomenar el primer cap de Govern del Principat d'Andorra, de conformitat amb el decret del 15 de gener de 1981, que havia creat la figura. És el president del Govern d'Andorra i proposa les lleis al Consell General de les Valls. El Cap de Govern d'Andorra és designat pel Consell General d'Andorra i pot renovar el càrrec fins a dues vegades, consecutives o no.
El nom internacional del càrrec es tradueix pel de Primer Ministre.

## Llista de Caps de Govern
| Període preconstitucional (1982-1993) |                   |                                 |                |                       |                       |     |
| 1                                     |                   | Òscar Ribas Reig (1936-2020)    | 1981           | 8 de gener de 1982    | 21 de maig de 1984    | PNL |
| 1                                     | 2 anys, 134 dies  | Òscar Ribas Reig (1936-2020)    | 1981           |                       |                       | PNL |
| 2                                     |                   | Josep Pintat Solans (1925-2007) | 1985           | 21 de maig de 1984    | 12 de gener de 1990   | PC  |
| 2                                     | 5 anys, 236 dies  | Josep Pintat Solans (1925-2007) | 1985           |                       |                       | PC  |
| 3                                     |                   | Òscar Ribas Reig (1936-2020)    | 1989 1992 1993 | 12 de gener de 1990   | 7 de desembre de 1994 | AND |
| 3                                     | 4 anys, 329 dies  | Òscar Ribas Reig (1936-2020)    | 1989 1992 1993 |                       |                       | AND |
| Període constitucional (1993-present) |                   |                                 |                |                       |                       |     |
| 4                                     |                   | Marc Forné Molné (1946)         | 1997 2001      | 7 de desembre de 1994 | 27 de maig de 2005    | PLA |
| 4                                     | 10 anys, 171 dies | Marc Forné Molné (1946)         | 1997 2001      |                       |                       | PLA |
| 5                                     |                   | Albert Pintat Santolària (1943) | 2005           | 27 de maig de 2005    | 5 de juny de 2009     | PLA |
| 5                                     | 4 anys, 9 dies    | Albert Pintat Santolària (1943) | 2005           |                       |                       | PLA |
| 6                                     |                   | Jaume Bartumeu Cassany (1954)   | 2009           | 5 de juny de 2009     | 12 de maig de 2011    | PSA |
| 6                                     | 1 any, 341 dies   | Jaume Bartumeu Cassany (1954)   | 2009           |                       |                       | PSA |
| 7                                     |                   | Antoni Martí Petit (1963)       | 2011 2015      | 12 de maig de 2011    | 15 de maig de 2019    | DA  |
| 7                                     | 8 anys, 3 dies    | Antoni Martí Petit (1963)       | 2011 2015      |                       |                       | DA  |
| 8                                     |                   | Xavier Espot Zamora (1979)      | 2019 2023      | 15 de maig de 2019    |                       | DA  |
| 8                                     | 5 anys, 305 dies  | Xavier Espot Zamora (1979)      | 2019 2023      |                       |                       | DA  |